# Chaetodon xanthurus
Chaetodon xanthurus, còn gọi là cá đào đuôi cam, là một loài cá biển thuộc chi Cá bướm (phân chi Rhombochaetodon) trong họ Cá bướm. Loài này được mô tả lần đầu tiên vào năm 1857.

## Từ nguyên
Tính từ định danh xanthurus được ghép bởi hai âm tiết trong tiếng Hy Lạp cổ đại: xanthós (ξανθός; "có màu vàng") và ourā́ (οὐρά; "đuôi"), hàm ý đề cập đến vây đuôi màu vàng cam của loài cá này.

## Phạm vi phân bố và môi trường sống
Từ vùng biển phía nam Nhật Bản (bao gồm quần đảo Ryukyu và quần đảo Izu), C. xanthurus được phân bố trải dài về phía nam đến khu vực Biển Đông (giới hạn phía đông đến tỉnh Tây Papua, Indonesia), và một vài cá thể lang thang được bắt gặp ở Palau.
Ở Việt Nam, C. xanthurus được ghi nhận tại cù lao Chàm (Quảng Nam), đảo Lý Sơn (Quảng Ngãi) và quần đảo Hoàng Sa; Phú Yên; vịnh Nha Trang (Khánh Hòa); Ninh Thuận; một số đảo đá ngoài khơi Bình Thuận và quần đảo Trường Sa.
C. xanthurus sống tập trung ở những khu vực có nhiều san hô trên các rạn viền bờ, độ sâu khoảng 6–50 m.

## Mô tả
C. xanthurus có chiều dài cơ thể lớn nhất được ghi nhận là 14 cm. Loài này có màu trắng xám. Vảy trên thân có viền đen tạo thành kiểu hình mắt lưới đặc trưng giúp phân biệt C. xanthurus với các loài chị em của nó. Đỉnh đầu có một đốm đen viền trắng đặc trưng với một vệt đen băng dọc qua mắt. Phần thân sau, nửa sau của vây lưng và vây hậu môn, cũng như vây đuôi có màu vàng cam. Rìa sau của vây đuôi trong suốt.
Số gai ở vây lưng: 12–14; Số tia vây ở vây lưng: 20–23; Số gai ở vây hậu môn: 3; Số tia vây ở vây hậu môn: 15–17; Số gai ở vây bụng: 1; Số tia vây ở vây bụng: 5.

## Phân loại học
Trong phân chi Rhombochaetodon, C. xanthurus hợp thành nhóm chị em với các loài Chaetodon madagaskariensis, Chaetodon mertensii và Chaetodon paucifasciatus. Nhóm chị em này đặc trưng bởi các sọc chữ V ở hai bên thân, thân sau có các màu vàng, cam hoặc đỏ với một sọc băng qua mắt. Trừ C. mertensii, các loài còn lại đều có một đốm "vương miện" trên đỉnh đầu.

## Sinh thái học
Thức ăn của C. xanthurus bao gồm tảo và một số loài thủy sinh không xương sống nhỏ. C. xanthurus cũng có thể ăn san hô nhưng chúng không hoàn toàn phụ thuộc vào nguồn thức ăn này.
C. xanthurus có thể sống đơn độc hoặc kết đôi với nhau (đặc biệt là vào thời điểm sinh sản).

## Lai tạp
Những cá thể mang kiểu màu trung gian giữa C. xanthurus với hai loài C. mertensii và Chaetodon argentatus đã được bắt gặp trong tự nhiên.

## Thương mại
C. xanthurus thường được xuất khẩu trong ngành kinh doanh cá cảnh.